# Shahrestān di Boyer Ahmad
Lo shahrestān di Boyer Ahmad (farsi شهرستان بویراحمد) è uno degli 8 shahrestān della provincia di Kohgiluyeh e Buyer Ahmad, il capoluogo è Yasuj. Lo shahrestān è suddiviso in 3 circoscrizioni (bakhsh): 
- Centrale (بخش مرکزی)
- Margun (بخش مارگون), con la città di Margun.
- Ludab (بخش لوداب), con la città di Garab-e-sofla.